# Bactrocera confluens
Bactrocera confluens är en tvåvingeart som först beskrevs av Drew 1971.  Bactrocera confluens ingår i släktet Bactrocera och familjen borrflugor. Inga underarter finns listade.